# Happy Hour!
Pour les articles homonymes, voir Happy hour (homonymie).
Happy Hour! est un album du groupe The Offspring sorti le 4 août 2010 exclusivement au Japon.

## Liste des morceaux
| No  | Titre                                                 | Album d’origine                            | Durée |
| --- | ----------------------------------------------------- | ------------------------------------------ | ----- |
| 1.  | Come out and play (Live)                              | Smash (1994)                               | 3:11  |
| 2.  | Pretty Fly (for a White Guy) (Live)                   | Americana (1998)                           | 3:05  |
| 3.  | All I Want (Live)                                     | Ixnay on the Hombre (1997)                 | 2:07  |
| 4.  | Gone away (Live)                                      | Ixnay on the Hombre (1997)                 | 4:17  |
| 5.  | Staring at the sun (Live)                             | Americana (1998)                           | 2:27  |
| 6.  | Hit That (Live)                                       | Splinter (2003)                            | 2:47  |
| 7.  | Gotta Get Away (Live)                                 | Smash (1994)                               | 3:47  |
| 8.  | Dammit, I Changed Again (Live)                        | Conspiracy of One (2000)                   | 2:55  |
| 9.  | D.U.I.                                                | Face B du single Gone Away (1997)          | 2:30  |
| 10. | Beheaded '99                                          | Bande originale de La Main qui tue (1999)  | 2:41  |
| 11. | Sin City (Reprise de AC/DC)                           | Face B du single Million Miles Away (2001) | 4:27  |
| 12. | I Got a Right (Reprise de The Stooges)                | Club Me (1997)                             | 2:22  |
| 13. | Hey Joe (Reprise de Billy Roberts)                    | Baghdad (1991)                             | 2:39  |
| 14. | 80 Times (Reprise de TSOL)                            | Face B du single Want You Bad (2000)       | 2:07  |
| 15. | Autonomy (Reprise des Buzzcocks)                      | Face B du single Want You Bad (2000)       | 2:36  |
| 16. | Want You Bad (Remix de Blag Dahlia)                   | Conspiracy of One (2000)                   | 3:10  |
| 17. | Why Don't You Get a Job? (Remix de The Baka Boyz)     | Americana (1998)                           | 4:21  |
| 18. | Million Miles Away (Remix de Apollo 440)              | Conspiracy of One (2000)                   | 4:01  |
| 19. | Pretty Fly (for a White Guy) (Remix de The Baka Boyz) | Face B du single She's Got Issues          | 3:03  |